# Liga dos Campeões da UEFA de 1994–95
A Liga dos Campeões da UEFA de 1994–95 foi a 40ª edição da história da competição, e o terceiro com o formato Liga dos Campeões da UEFA. A final foi disputada no dia 24 de maio de 1995 no Ernst-Happel-Stadion em Viena, na Áustria.

## Rodadas de qualificação
| Equipe 1             | Total   | Equipe 2         | 1.º jogo | 2.º jogo |
| Grupo A              | Grupo A | Grupo A          | Grupo A  | Grupo A  |
| -------------------- | ------- | ---------------- | -------- | -------- |
| Avenir Beggen        | 1–9     | Galatasaray      | 1–5      | 0–4      |
| Sparta Praga         | 1–2     | IFK Göteborg     | 1–0      | 0–2      |
| Grupo B              |         |                  |          |          |
| Silkeborg            | 1–3     | Dínamo de Kiev   | 0–0      | 1–3      |
| Paris Saint-Germain  | 5–1     | Vác FC-Samsung   | 3–0      | 2–1      |
| Grupo C              |         |                  |          |          |
| Legia Warsaw         | 0–5     | Prishtina FC     | 0–1      | 0–4      |
| Estrela de Bucareste | 5–2     | Servette         | 4–1      | 1–1      |
| Grupo D              |         |                  |          |          |
| AEK Atenas           | 3–0     | Rangers          | 2–0      | 1–0      |
| Maccabi Haifa        | 2–5     | Austria Salzburg | 1–2      | 1–3      |

## Fase de grupos

### Grupo A
| Pos. | Equipe            | Pts | J | V | E | D | GP | GC | SG |
| ---- | ----------------- | --- | - | - | - | - | -- | -- | -- |
| 1    | IFK Göteborg      | 9   | 6 | 4 | 1 | 1 | 10 | 7  | +3 |
| 2    | Barcelona         | 6   | 6 | 2 | 2 | 2 | 11 | 8  | +3 |
| 3    | Manchester United | 6   | 6 | 2 | 2 | 2 | 11 | 11 | 0  |
| 4    | Galatasaray       | 3   | 6 | 1 | 1 | 4 | 3  | 9  | −6 |

| 14 de setembro de 1994 | Barcelona             | 2 – 1     | Galatasaray    | Camp Nou, Barcelona                          |
| 20:30                  | Koeman 30' · Amor 50' | Relatório | Türkyilmaz 14' | Público: 70 000 Árbitro: ITA Piero Ceccarini |

| 14 de setembro de 1994 | Manchester United                             | 4 – 2     | IFK Göteborg              | Old Trafford, Manchester                  |
| 20:30                  | Giggs 33', 65' · Kanchelskis 48' · Sharpe 70' | Relatório | Pettersson 26' · Rehn 49' | Público: 33 625 Árbitro: BEL Guy Goethals |

| 28 de setembro de 1994 | Galatasaray | 0 – 0     | Manchester United | Ali Sami Yen Stadyumu, Istambul                 |
| 20:30                  |             | Relatório |                   | Público: 24 385 Árbitro: NED Mario van der Ende |

| 28 de setembro de 1994 | IFK Göteborg                   | 2 – 1     | Barcelona     | Ullevi, Gotemburgo                           |
| 20:30                  | Erlingmark 73' · Blomqvist 88' | Relatório | Stoichkov 10' | Público: 32 215 Árbitro: GER Bernd Heynemann |

| 19 de outubro de 1994 | IFK Göteborg   | 1 – 0     | Galatasaray | Ullevi, Gotemburgo                        |
| 20:30                 | Erlingmark 76' | Relatório |             | Público: 26 412 Árbitro: AUT Gerd Grabher |

| 19 de outubro de 1994 | Manchester United       | 2 – 2     | Barcelona                | Old Trafford, Manchester                     |
| 20:30                 | Hughes 19' · Sharpe 79' | Relatório | Romário 33' · Bakero 49' | Público: 40 064 Árbitro: ROU Ion Crăciunescu |

| 2 de novembro de 1994 | Barcelona                                    | 4 – 0     | Manchester United | Camp Nou, Barcelona                        |
| 20:30                 | Stoichkov 2', 59' · Romário 45' · Ferrer 88' | Relatório |                   | Público: 114 273 Árbitro: FRA Joël Quiniou |

| 2 de novembro de 1994 | Galatasaray | 0 – 1  | IFK Göteborg   | Ali Sami Yen Stadyumu, Istambul            |
| 20:30                 |             | Report | Erlingmark 86' | Público: 35 000 Árbitro: CZE Vaclav Krondl |

| 23 de novembro de 1994 | Galatasaray                     | 2 – 1     | Barcelona   | Ali Sami Yen Stadyumu, Istambul         |
| 20:30                  | Hakan 72' (pen.) · Busquets 88' | Relatório | Romário 15' | Público: 18 375 Árbitro: BLR Vadim Zhuk |

| 23 de novembro de 1994 | IFK Göteborg                                       | 3 – 1     | Manchester United | Ullevi, Gotemburgo                               |
| 20:30                  | Blomqvist 11' · Erlingmark 65' · Kåmark 72' (pen.) | Relatório | Hughes 64'        | Público: 36 385 Árbitro: ITA Alfredo Trentalange |

| 7 de dezembro de 1994 | Barcelona  | 1 – 1     | IFK Göteborg | Camp Nou, Barcelona                                  |
| 20:30                 | Bakero 81' | Relatório | Rehn 89'     | Público: 75 000 Árbitro: BEL Frans van den Wijngaert |

| 7 de dezembro de 1994 | Manchester United                                | 4 – 0     | Galatasaray | Old Trafford, Manchester                    |
| 20:30                 | Davies 2' · Beckham 37' · Keane 48' · Bülent 87' | Relatório |             | Público: 39 220 Árbitro: POL Ryszard Wójcik |

### Grupo B
| Pos. | Equipe              | Pts | J | V | E | D | GP | GC | SG |
| ---- | ------------------- | --- | - | - | - | - | -- | -- | -- |
| 1    | Paris Saint-Germain | 12  | 6 | 6 | 0 | 0 | 12 | 3  | +9 |
| 2    | Bayern de Munique   | 6   | 6 | 2 | 2 | 2 | 8  | 7  | +1 |
| 3    | Spartak Moscou      | 4   | 6 | 1 | 2 | 3 | 8  | 12 | −4 |
| 4    | Dínamo de Kiev      | 2   | 6 | 1 | 0 | 5 | 5  | 11 | −6 |

| 1ª rodada           |     |                     |
| Dínamo de Kiev      | 3–2 | Spartak Moscou      |
| Paris Saint-Germain | 2–0 | Bayern              |
| 2ª rodada           |     |                     |
| Bayern              | 1–0 | Dínamo de Kiev      |
| Spartak Moscou      | 1–2 | Paris Saint-Germain |
| 3ª rodada           |     |                     |
| Dínamo de Kiev      | 1–2 | Paris Saint-Germain |
| Spartak Moscou      | 1–1 | Bayern              |
| 4ª rodada           |     |                     |
| Paris Saint-Germain | 1–0 | Dínamo de Kiev      |
| Bayern              | 2–2 | Spartak Moscou      |
| 5ª rodada           |     |                     |
| Bayern              | 0–1 | Paris Saint-Germain |
| Spartak Moscou      | 1–0 | Dínamo de Kiev      |
| 6ª rodada           |     |                     |
| Paris Saint-Germain | 4–1 | Spartak Moscou      |
| Dínamo de Kiev      | 1–4 | Bayern              |

### Grupo C
| Pos. | Equipe           | Pts | J | V | E | D | GP | GC | SG |
| ---- | ---------------- | --- | - | - | - | - | -- | -- | -- |
| 1    | Benfica          | 9   | 6 | 3 | 3 | 0 | 9  | 5  | +4 |
| 2    | Hajduk Split     | 6   | 6 | 2 | 2 | 2 | 5  | 7  | −2 |
| 3    | Steaua Bucareste | 5   | 6 | 1 | 3 | 2 | 7  | 6  | +1 |
| 4    | Anderlecht       | 4   | 6 | 0 | 4 | 2 | 4  | 7  | −3 |

| 1ª rodada            |     |                      |
| Anderlecht           | 0–0 | Steaua Bucureşti     |
| Hajduk Split         | 0–0 | Benfica              |
| 2ª rodada            |     |                      |
| Benfica              | 3–1 | Anderlecht           |
| Estrela de Bucareste | 0–1 | Hajduk Split         |
| 3ª rodada            |     |                      |
| Benfica              | 2–1 | Estrela de Bucareste |
| Hajduk Split         | 2–1 | Anderlecht           |
| 4ª rodada            |     |                      |
| Estrela de Bucareste | 1–1 | Benfica              |
| Anderlecht           | 0–0 | Hajduk Split         |
| 5ª rodada            |     |                      |
| Benfica              | 2–1 | Hajduk Split         |
| Estela de Bucareste  | 1–1 | Anderlecht           |
| 6ª rodada            |     |                      |
| Anderlecht           | 1–1 | Benfica              |
| Hajduk Split         | 1–4 | Estrela de Bucareste |

### Grupo D
| Pos. | Equipe            | Pts | J | V | E | D | GP | GC | SG |
| ---- | ----------------- | --- | - | - | - | - | -- | -- | -- |
| 1    | Ajax              | 10  | 6 | 4 | 2 | 0 | 9  | 2  | +7 |
| 2    | Milan             | 7   | 6 | 3 | 1 | 2 | 6  | 5  | +1 |
| 3    | Red Bull Salzburg | 5   | 6 | 1 | 3 | 2 | 4  | 6  | −2 |
| 4    | AEK Atenas        | 2   | 6 | 0 | 2 | 4 | 3  | 9  | −6 |

| 1ª rodada        |     |                  |  |
| Ajax             | 2–0 | Milan            |  |
| Austria Salzburg | 0–0 | AEK Atenas       |  |
| 2ª rodada        |     |                  |  |
| AEK Atenas       | 1–2 | Ajax             |  |
| Milan            | 3–0 | Austria Salzburg |  |
| 3ª rodada        |     |                  |  |
| AEK Atenas       | 0–0 | Milan            |  |
| Austria Salzburg | 0–0 | Ajax             |  |
| 4ª rodada        |     |                  |  |
| Milan            | 2–1 | AEK Atenas       |  |
| Ajax             | 1–1 | Austria Salzburg |  |
| 5ª rodada        |     |                  |  |
| AEK Atenas       | 1–3 | Austria Salzburg |  |
| Milan            | 0–2 | Ajax             |  |
| 6ª rodada        |     |                  |  |
| Ajax             | 2–0 | AEK Atenas       |  |
| Austria Salzburg | 0–1 | Milan            |  |

## Fase final

### Esquema
|  | Quartas de final       | Quartas de final | Quartas de final | Quartas de final |   |                     | Semifinal | Semifinal | Semifinal | Semifinal |  |  | Final | Final |
|  |                        |                  |                  |                  |   |                     |           |           |           |           |  |  |       |       |
|  | Bayern de Munique (fc) | 0                | 2                | 2                |   |                     |           |           |           |           |  |  |       |       |
|  | Göteborg               | 0                | 2                | 2                |   |                     |           |           |           |           |  |  |       |       |
|  | Göteborg               | 0                | 2                | 2                |   | Bayern de Munique   | 0         | 2         | 2         |           |  |  |       |       |
|  |                        |                  |                  |                  |   | Bayern de Munique   | 0         | 2         | 2         |           |  |  |       |       |
|  |                        | Ajax             | 0                | 5                | 5 |                     |           |           |           |           |  |  |       |       |
|  | Hajduk Split           | Ajax             | 0                | 5                | 5 | 0                   | 0         | 0         |           |           |  |  |       |       |
|  | Hajduk Split           |                  |                  |                  |   | 0                   | 0         | 0         |           |           |  |  |       |       |
|  | Ajax                   | 0                | 3                | 3                |   |                     |           |           |           |           |  |  |       |       |
|  |                        |                  |                  |                  |   |                     |           |           |           |           |  |  | Ajax  | 1     |
|  |                        |                  | Milan            | 0                |   |                     |           |           |           |           |  |  |       |       |
|  | Barcelona              | 1                | 1                | 2                |   |                     |           |           |           |           |  |  |       |       |
|  | Paris Saint-Germain    | 1                | 2                | 3                |   |                     |           |           |           |           |  |  |       |       |
|  | Paris Saint-Germain    | 1                | 2                | 3                |   | Paris Saint-Germain | 0         | 0         | 0         |           |  |  |       |       |
|  |                        |                  |                  |                  |   | Paris Saint-Germain | 0         | 0         | 0         |           |  |  |       |       |
|  |                        | Milan            | 1                | 2                | 3 |                     |           |           |           |           |  |  |       |       |
|  | Milan                  | Milan            | 1                | 2                | 3 | 2                   | 0         | 2         |           |           |  |  |       |       |
|  | Milan                  |                  |                  |                  |   | 2                   | 0         | 2         |           |           |  |  |       |       |
|  | Benfica                | 0                | 0                | 0                |   |                     |           |           |           |           |  |  |       |       |

### Quartas de final
| Equipe 1          | Total   | Equipe 2            | 1.º jogo | 2.º jogo |
| ----------------- | ------- | ------------------- | -------- | -------- |
| Bayern de Munique | (fc)2–2 | IFK Göteborg        | 0–0      | 2–2      |
| Hajduk Split      | 0–3     | Ajax                | 0–0      | 0–3      |
| Barcelona         | 2–3     | Paris Saint-Germain | 1–1      | 1–2      |
| Milan             | 2–0     | Benfica             | 2–0      | 0–0      |

### Semifinal
| Equipe 1            | Total | Equipe 2 | 1.º jogo | 2.º jogo |
| ------------------- | ----- | -------- | -------- | -------- |
| Bayern de Munique   | 2–5   | Ajax     | 0–0      | 2–5      |
| Paris Saint-Germain | 0–3   | Milan    | 0–1      | 0–2      |

### Final
| 24 de maio de 1995 | Ajax         | 1 – 0 | Milan | Ernst-Happel-Stadion, Viena                  |
| 20:30              | Kluivert 85' |       |       | Público: 49 730 Árbitro: ROU Ion Craciunescu |

## Premiação
| Liga dos Campeões da UEFA de 1994-95 |
| Países Baixos                        |
| ------------------------------------ |
| Ajax (4º título)                     |